# Bioarcheologia
Bioarcheologia − dziedzina nauki, stanowiąca dział archeologii środowiskowej, zajmująca się badaniem resztek organicznych, zarówno ludzkich, zwierzęcych jak i roślinnych uzyskanych w wyniku wykopalisk archeologicznych. W amerykańskim i brytyjskim środowisku naukowym termin oznacza wyłącznie studium szczątków ludzkich.

## Historia

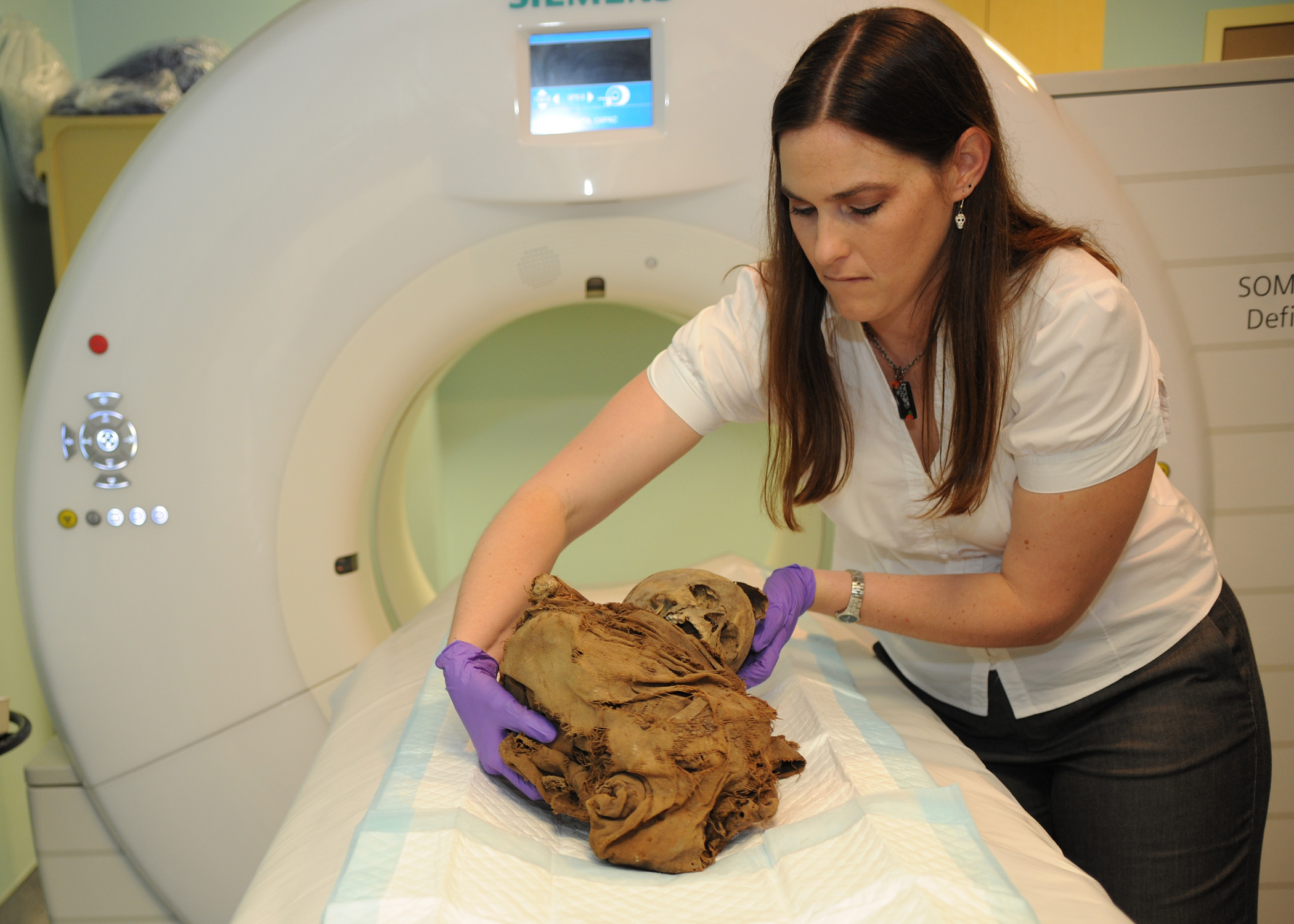
Badanie mumii w centrum medycznym w San Diego w 2011

Na początku XX w. przedmiotem bioarcheologii było rozpoznawanie różnych gatunków, pomocne w poznaniu i znalezieniu właściwych narzędzi do badań nad ewolucją, zasięgiem występowania i migracjami flory i fauny, bądź też określenie kontekstu środowiskowego w osadnictwie człowieka. Wraz z rozwojem archeologii i biologii zaczęto podkreślać także inne aspekty poznawcze, związane z demografią i naukami społecznymi, jak np. udomowianie niektórych gatunków roślin i zwierząt, stopień urbanizacji itp. Podstawową metodą w bioarcheologii jest konfrontacja z istniejącymi atlasami i kolekcjami, chociaż w ostatnich dziesięcioleciach, dzięki rozwojowi biologii molekularnej, poprzez ekstrakcję DNA, uzyskuje się dużo lepsze wyniki, jeśli chodzi o identyfikację odnalezionych szczątków organicznych.

## Klasyfikacja
Jako podrzędne dziedziny bioarcheologii, bądź też jako należące do innych dziedzin naukowego poznania, ale służące jako niezbędne w badaniach bioarcheologicznych, wyróżnia się następujące nauki: paleobotanikę (zajmuje się rekonstrukcją starożytnego środowiska florystycznego, zarówno jeśli chodzi o rośliny uprawne jak i samosiewne, dzieli się na karpologię, archeobotanikę (zajmującą się opisem związków pomiędzy roślinami a człowiekiem) i antrakologię), palinologię (badanie pyłków kwiatowych i zarodników w celu poznania zmian klimatycznych i ilościowych, w zależności od np. wycinki lasów czy uprawy zbóż), archeozoologię (studium kości zwierzęcych mające na celu poznanie diety człowieka, hodowli, ilości zwierząt oraz innych informacji związanych z ekosystemem i ekonomią), paleoantropologię oraz paleopatologię.